# Ingrit Valencia
Ingrit Valencia (3 settembre 1988) è una pugile colombiana.

## Palmarès

### Olimpiadi
- 1 medaglia:
  - 1 bronzo (pesi mosca a Rio de Janeiro 2016).

### Mondiali dilettanti
- 2 medaglie:
  - 1 argento (pesi mosca leggeri a Istanbul 2022);
  - 1 bronzo (pesi mosca leggeri a Nuova Delhi 2023).

### Giochi panamericani
- 3 medaglie:
  - 1 oro (pesi mosca a Lima 2019);
  - 1 argento (pesi mosca a Guadalajara 2011);
  - 1 bronzo (pesi mosca a Toronto 2015).

### Giochi CAC
- 2 medaglie:
  - 2 ori (pesi mosca a Veracruz 2014; pesi mosca a Barranquilla 2018).

### Giochi sudamericani
- 4 medaglie:
  - 3 ori (pesi mosca a Santiago 2014; pesi mosca a Cochabamba 2018; pesi mosca leggeri a Asunción 2022);
  - 1 bronzo (pesi mosca a Medellín 2010).